# Lerina (geslacht)
Lerina is een geslacht van vlinders van de familie spinneruilen (Erebidae), uit de onderfamilie Arctiinae.

## Soorten
- L. incarnata Walker, 1854